# Перестройка
Перестро̀йка (на руски: Перестройка) е общото название на реформите и новата идеология на ръководството на СССР, с което се означават радикалните промени в икономическата и политическата структура на държавата през втората половина на 80-те години на XX век. Според Николай Рижков са разработени по поръчение на генералния секретар на ЦК на КПСС Юрий Андропов, а са огласени от Михаил Горбачов през 1985 г.. За начало на перестройката се счита месец април 1985 г., когато се провежда пленум на ЦК на КПСС, а през януари 1987 г. на пленум на ЦК на КПСС перестройката е официално обявена като направление за развитие на държавата.

## Предистория
През ноември 1964 г., след десетилетие, белязано от опити за реформи и осъждане на сталинизма, умерено-консервативното крило във висшето партийно ръководство на СССР издига начело на КПСС Леонид Брежнев. Още в своето начало неговото управление се характеризира с укрепване на авторитарно-бюрократичната система, на култа към неговата личност и с постепенна ресталинизация, т.е. смекчаване на критиката към сталинския модел на управление и към личността на Сталин. С това страната бавно, но необратимо, навлиза в период на политически, обществен и икономически застой.
Утвърждава се партийната номенклатура като наследствена политическа олигархия в съответствие със Железен закон на олигархията, която узурпира всички лостове на властта и проявява минимална, ако не почти никаква склонност за реформи, в която и да е сфера на обществения живот. Членовете на Политбюро, чиято средна възраст в края на 70-те е 75 години, не са способни да променят мисленето си и методите си на работа. Те живеят изолирано от обществото и нямат реална представа за положението на мнозинството хора.
Статуквото в политическата система на страната изглежда замръзнало и без изгледи за промяна в близко бъдеще. То се крепи на привилегиите и изгодите, давани на относително широки слоеве (до 10 процента) от обществото, които осигуряват достатъчна социална опора за поддържането на политическата система. Това статукво неизменно блокира по-нататъшното развитие на икономиката и на обществото като цяло.
Самият Леонид Брежнев, който се обгражда с модерномислещи съветници (като например учените Г. Арбатов, Н. Иноземцев, М. Келдиш, журналиста А. Бовин и др.) и има поне декларираното желание да прокара известни реформи, очевидно няма достатъчно власт над събитията, тъй като всички тези реформи до една се провалят. Наред с това драстичните нелепости на стопанската политика допълнително влошават положението и забавят темповете на икономическия растеж. Примери за такава политика са скъпо струващото строителство на ненужната Байкало-Амурска магистрала, разорителната ирационална дейност на Министерството на мелиорациите и водното стопанство и неговите проекти за промяна посоката на течението на някои големи сибирски реки, безсмислените планове за изграждане на 90 големи ВЕЦ, които по икономическата си същност почти не се отличават от египетските пирамиди, както и поддържането на 3 млн. административен апарат за контрол над дейността на селското население и т.н. Когато през пролетта на 1968 година комунистите в Чехословакия се опитват да отслабят идеологическия контрол, това се приема като контрареволюционна заплаха. През август се стига до въоръжената намеса на Варшавския договор в Чехословакия. Така в реалния живот силово се налага новата външнополитическа доктрина на СССР. Носеща името на създателя си Леонид Брежнев, тази доктрина означава „ограничен“ (т.е. липсващ) национален суверенитет на съветските сателити в Източна Европа, които са длъжни да следват не само външнополитическата линия на Москва, но и наложените от нея идеологически догми във вътрешнополитическото си развитие.
Така СССР навлиза в 80-те години на 20 век с остаряла структура на индустриалното производство и остарели технологии, с неефективна алокация на суровините и капиталите и инерционен екстензивен курс на развитие. Въпреки осигурените за почти всички заетост и социални гаранции, жизненото равнище на населението спада, а недостигът на потребителски стоки е недвусмислен, видим знак за руснаците за блокирането на съветската система като цяло.
Икономическите проблеми се съчетават с моралното разложение и делегитимацията на политическата система. „Властта на функционерите, обобщава политологът Мигранян, довежда до опиване от властта, подмазвачество, корупция и кражби от бюджета, до разложение на морала и нравствеността, до отчуждаване на широките народни маси от политическата система“. Проф. Христина Мирчева от своя страна пише: „Брежневизмът не е сталинизъм, не е и тоталитаризъм. Той е авторитаризъм. В този режим номенклатурата има дълбоки интереси, заради които тя експлоатира останалата част от обществото с риск от застой и упадък. Потисничеството укрепва властта на тази доста голяма управляваща група от хора (18 млн. души), която заедно със семействата и приближените си достига до 10 % от цялото население“.
Репресии, макар и не масови както по времето на Сталин, все пак са налице и при управлението на Брежнев. Икономическият и духовен застой, цензурата, ограничаването на човешките права, задушаващата авторитарна атмосфера и усещането за липса на свобода провокира остри критики от страна на видни интелектуалци и общественици през целия период на брежневизма. Сред тях личат имената на Андрей Сахаров, изобретател на съветската водородна бомба, певеца Владимир Висоцки, както и на други известни учени и писатели като П. Капица, К. Паустовски, Анна Ахматова, П. Якиро, Ж. Медведев, Р. Медведев, Е. Гинзбург, Андрей Тарковски и др. Дисидентското движение се масовизира, в много съветски градове се създават неформални групи на правозащитници, множат се т.нар. „самиздат“ – публикации по инициатива на авторите и без разрешение на властите. Всички тези форми на критика на системата на обществото и властта призовават за зачитане на човешките права, за свобода на словото и отмяна на цензурата, както и за реформиране на икономическата система. Масовизирането на дисидентското движение и различните обединения и програми, настояващи за промени, нямат решаваща роля в политическия живот на страната, но способстват за създаването на обществен климат, който подготвя условията за действителните промени в средата на 80-те години.
В началото на 80-те години в СССР се развива тежка икономическа, политическа и морално-обществена криза. Делегитимацията на политическия елит, предизвикана от корупцията, беззаконието и държавния произвол, се съчетава с остър финансов дефицит и недоимък на населението. След смъртта на Л. Брежнев (10 ноември 1982 г.) за кратък период от време лидери на КПСС и на съветската държава са Юрий Андропов и Константин Черненко, които са нова илюстрация за нежизнеспособността на системата. Предусещането за генералната криза, към която върви огромната държава, кара партийното и държавно ръководство постепенно да осъзнаят и приемат нуждата от реформи и през март 1985 г., след десетилетия на геронтокрация, за генерален секретар е избран млад апаратчик (най-младият в Политбюро), който да има време да се утвърди и да прокара необходимите промени. Това е 54-годишният Михаил Горбачов, който е бил един от доверените хора на Андропов.

## Михаил Горбачов
Горбачов е роден през 1931 г. в Ставропол. На 20-годишна възраст става член на Съветската комунистическа партия. Завършва право в Московския държавен университет, а от 1971 г. е член на ЦК на КПСС. От 1978 г. отговаря за селското стопанство, а след като Юрий Андропов оглавява партията през 1982 г., е назначен да ръководи икономическото планиране в голямата държава. Неоспорими негови заслуги след идването му на власт през 1985 г. са приносът му за намаляването на международното напрежение, ограничаването на военния бюджет на СССР, прекратяването на надпреварата във въоръжаването и, в началото на 1989 г., изтеглянето на съветските войски от Афганистан. С цялостната си политика Горбачов спомага за настъпването на края на Студената война. За това през 1990 г. той получава Нобелова награда за мир.
Амбициозен и енергичен лидер, Михаил Горбачов е убеден в необходимостта от дълбоки реформи, които той започва със самочувствието, че ще превърне СССР във водеща световна държава. Още при първата си по-голяма политическа проява – пленума на ЦК на КПСС през април 1985 г., той говори за необходимостта от ускорение на модернизацията. Приета е стратегия за ускоряване на социалното и икономическо развитие на страната, за промени в стопанския механизъм и за широка гласност, която да даде по-широка свобода на пресата и изобщо словото.
В областта на икономиката стратегията остава достатъчно неясна, за да не бъде приложена на практика, но обявената „гласност“ раздвижва обществото и предизвиква ентусиазъм в средите на интелигенцията. Тя поражда истински бум в издаването на вестници и списания, на книги, публикации и изследвания, сред които такива за близкото и по-далечно минало на комунистическия режим, както и за настоящето. Либерализацията на съветската система се изразява и в освобождаването на политическите затворници, сред които е и заточеният Нобелов лауреат за мир Андрей Сахаров.
Гласността е ефективен инструмент за управление на обществото и за катализиране на обществена подкрепа за реформите. Повишаването на личния авторитет и влияние на Горбачов, което генерира гласността, му позволява да се освободи от неудобни нему политически лидери и от хватката на партийната номенклатура като цяло, и да поеме решителен курс на промени.
Така през 1987 г. Горбачов разширява размаха на реформите, обявявайки началото на т.нар. „перестройка“, т.е. на преустройство на съветската политическа система и демократизация на обществото.
В икономическата сфера перестройката се изразява в предоставянето на по-голяма самостоятелност на предприятията и кооперациите, които да могат сами да планират производството си, да го реализират директно на пазара и сами да използват получената печалба, както и в по-голяма свобода за частния дребен бизнес.
Скоро обаче става ясно, че установената и сякаш застинала от десетилетия партийна и административна система не позволява прилагането на практика на замислените мерки. Те създават у партийните функционери страх, че ще изгубят своите позиции и те съответно бойкотират реформите.
Горбачов се опитва да се справи с този проблем, като повежда битка с вкопчилия се в своите позиции местен партиен апарат. Както пише Збигнев Бжежински, „перестройката на Горбачов се стреми да се възползва от ускорението, което все пак дава гласността. Тя трябва да раздвижи и продуха застиналата икономическа бюрокрация, да съживи икономическия растеж“. Гласността в този смисъл е ефективен способ за борба на съветското ръководство със средния ешелон на администрацията. При това положение обаче самите устои на съветската власт са поставени под въпрос. Тя е на път да загуби опората под краката си, което извежда на преден план въпроса дали е възможна сериозна промяна в икономическата област без коренна промяна на политическата система: въвеждане на принципите на демокрацията и политическия плурализъм. Горбачов постепенно осъзнава, че само едно истински демократично общество е в състояние да даде на съветската власт необходимата за провеждане на жизненоважните реформи подкрепа.

### Реформи и трудности
В отговор на тази потребност от 30 юни до 3 юли 1988 г. в Москва е свикана Общосъюзна партийна конференция на КПСС, която приема проект за държавна реформа. Според него в СССР се създава президентска институция и нов тип представително тяло – Конгрес на народните депутати. На 26 март 1989 г. са проведени първите избори, в които съветските граждани могат да избират между повече от един кандидат за депутатско място.
В хода на тези избори и на последвалото ги политическо развитие Горбачов се натъква на две основни трудности. Първата е свързана с появилата се вътрешнопартийна опозиция, която настоява за по-радикални реформи и незабавно въвеждане на принципите на демокрацията и многопартийността. Гласността създава у обществото големи очаквания за промяна и веднъж пуснат, духът от бутилката не може да бъде спрян. Тази опозиция се оглавява от Борис Елцин, ръководител на Московската партийна организация, и на изборите получава значителна подкрепа.
Другата трудност от политическо естество, с която се сблъсква съветският лидер, е появата в средите на висшата партийна номенклатура на влиятелно течение, настояващо за по-умерени реформи. То се оглавява от Егор Лигачов и е на мнение, че курсът на промени застрашава целостта на държавата. Съществува и кръг на привържениците на традиционната съветска система.
Успехът на Елцин и неговото движение на изборите допълнително изостря критиките на реакционерите и засилва техните позиции в КПСС. Така, макар че отменя конституционния текст, регламентиращ ръководната роля на КПСС, общият дух на Конгреса на народните депутати остава консервативен, а разделението в партията и обществото се задълбочава. На 12 юни 1990 г. парламентът на Руската федерация приема Декларация за суверенитета на Русия. С този ход Борис Елцин, който междувременно е избран за президент на Русия, се стреми да се освободи от контрола на Горбачов и на съветските органи.
Принуден да лавира между двете течения и не напълно наясно с вида, обхвата на реформите и начина, по който трябва да се проведат, Горбачов постепенно губи контрол над събитията и властта му се изплъзва от ръцете. Липсата на решителност и ясна визия не му позволява да обедини демократичните сили в страната, които да поемат осъществяването на преустройството. Сам той впоследствие признава, че негова съществена грешка е неразбирането на потребността и момента, в който обществото трябва да бъде освободено от тоталитарната система. Истината обаче е, че той няма в необходимата степен смелост и решителност да доведе започнатото докрай и с един замах да преобърне баланса на съветската политическа сцена. А остава и въпросът дали това изобщо е било възможно. И докато текат борбите в партийната върхушка, удря часът на нациите, които са решени в десетилетието на промени и в условията на генерална криза на съветската държава да вземат своето.
Освен отмяната на член 6 от съветската конституция (за ръководната роля на КПСС в съветското общество), единственото друго значимо решение на Конгреса на народните депутати е изборът през март 1990 г. на Горбачов за президент (първи и последен) на СССР. Той обаче няма шанс да осъществи замисленото преустройство на страната, тъй като е изправен пред ново предизвикателство – възкръсналите междунационални противоречия в Прибалтика, Нагорни Карабах, Грузия, Чечения, Абхазия, Молдова, Узбекистан, Таджикистан и др., които в продължение на десетилетия успешно са били потискани, но които през 1990 г. избухват с нова, неудържима сила и не могат да бъдат посрещнати с традиционните за съветската държава методи.
Тези противоречия съществуват от началото на века, като след 1945 г. те се изострят. Първоначално, по времето на сталинизма, те са потушавани с методите на бруталната сила, като например цели народи са били подлагани на депортиране, както и на други репресии. Впоследствие авторитарният съветски режим постига определен баланс със съюзните републики, като им предоставя определени привилегии, без да се намесва в начина на упражняване на властта от местните ръководства, т.е. чрез метода на „моркова и тоягата“. С икономическата криза обаче възможностите на тази политика се изчерпват, а в условията на политическа криза по върховете всяка нация търси своите законни права, без да подбира законни средства. Революциите в източноевропейските държави, които се извършват през есента на 1989 година, са допълнителен фактор, който стимулира сепаратизма в Съветския съюз.

## Разпадане на СССР
Първите сигнали за дезинтеграцията на съветската държава идват от прибалтийските републики. В Литва, Латвия и Естония нациите настояват да се прекрати съветската окупация. Още на 16 ноември 1988 г. Върховният съвет на Естония приема Декларация за държавен суверенитет, по силата на който законите на републиката получават върховенство над съюзните. На следващата година подобни декларации приемат и парламентите на Литва и на Латвия (съответно 18 май и 23 септември).
На 11 март 1990 г., един ден преди откриването на извънредната сесия на Конгреса на народните депутати, Литва, Латвия и Естония декларират своята пълна независимост от СССР. На този ден парламентите на трите републики приемат Декларации за възстановяване на независимостта си, отнета през 1940 година. В началото на май 1990 г. те създават т.нар. Балтийски съвет, който провежда свои заседания още в началото на юни същата година Прибалтика е безвъзвратно загубен за СССР.
Повратен момент в историята на Съветския съюз е Декларацията за суверенитета на Русия от 12 юни 1990 г. Като изключим борбата за власт в партийната върхушка, обявеният руски суверенитет няма смисъл, тъй като тъкмо Русия е била център на СССР и е ограничавала суверенитета на останалите съюзни републики, а не обратно. Тази декларация фактически лишава огромната многонационална империя от център и обезсмисля нейното съществуване и за останалите републики.
След обявяването на руския суверенитет процесът на разпад на СССР става неудържим. На 20 юни Узбекистан обявява независимост, на 23 юни това прави Молдова, на 16 юли – Украйна, на 27 юли – и Беларус. Процесът продължава – на 23 август Армения следва европейските републики, на 30 октомври декларация за суверенитет обявява Казахстан, а на 12 ноември – Киргизстан.
Горбачов изразява принципно съгласие с декларациите на републиките за суверенитет, но отстоява тезата за ползата за всички от запазването на общата държава. На 17 март 1991 г. в страната се провежда референдум за запазване на общата държава – 77 % от гласувалите подкрепят предложението за ”обновена федерация на суверенните републики“, но Армения, Естония, Литва, Латвия и Молдова бойкотират референдума.
През пролетта и лятото на 1991 г. президентът и представители на 9 републики подготвят Съюзен договор, който да демократизира отношенията им в рамките на Съюз на Суверенните държави и да укрепи демократичните процеси в него. Декларацията за създаването на новата федерация е подготвена от деветте лидери на съюзни републики и президента на 25 април 1991 година. Подписването на договора за създаване на Съюза на суверенните държави е предвидено за 20 август същата година. На следващия ден се очаква откриване на сесия на Съвета на федерацията, който трябва да вземе решения за радикализиране на реформите и разрешаване на актуалните икономически проблеми.

## Августовски пуч
Междувременно обаче консервативните сили в ръководството на СССР предприемат опит чрез близките до столицата военни поделения да спрат хода на реформите, които заплашват устоите на номенклатурната система. Водени от вицепрезидента Генадий Янаев, на 19 август 1991 г. те правят опит за държавен преврат. Горбачов, който е на почивка на Черноморското крайбрежие, е арестуван и е обявено извънредно положение. В този момент на преден план на съветската политическа сцена излиза Борис Елцин, президентът на РСФСР. Той поема събитията в свои ръце и обединява всички противници на възстановяването на старата политическа система.
Борис Елцин е роден в същата година като Горбачов – 1931, в селско семейство в Урал. Въпреки че по образование е инженер, започва партийна кариера и става член на ЦК на КПСС. В средата на 80-те години Горбачов му възлага влиятелния пост председател на Московската партийна организация и го издига за член на Политбюро. Впоследствие обаче Елцин се дистанцира от своя покровител, когото обвинява в недостатъчна решителност и последователност при провеждането на реформите. С популистки изказвания той става водач на опозицията в новия парламент. През 1990 г. става първият президент на Руската федерация и напуска КПСС. Неговата звезда изгрява по време на опита за „пуч“, когато оглавява гражданската съпротива срещу превратаджиите. Президент е на Русия до края на 1999 г., когато подава оставка в полза на тогавашния премиер Владимир Путин. Периодът на неговото управление ще бъде запомнен с трудностите и противоречията в руското общество, породени от прехода, с икономическата криза и хиперинфлацията от 1997 – 1998 г., както и с кървавия конфликт в Чечня, с който руската държава не е в състояние да се справи. Безспорните успехи в демократизирането на страната се съчетават с критики за това, че тя е била плячкосана от шепа олигарси, които притежават несъразмерно големи за руската действителност богатства, както и реалната политическа власт. Загриженост буди и състоянието на човешките права, както и на свободата на словото.
Още в деня на преврата Елцин се обръща към народите на Русия с думите: „Призовавам гражданите на Русия да дадат достоен отговор на метежниците и да изискат страната да се върне към нормалното конституционно развитие“. Подобни обръщения президентът на Руската федерация отправя и към офицерите и войниците от съветската армия, както и към гражданите на Москва: „Русия преживява трагичен момент в своята история. Група заговорници ... извърши антиконституционен метеж и се опитва да установи своя власт. Налице е най-тежкото държавно престъпление – измяна на народа и на Конституцията на страната... Призовавам ви да не признавате самозвания комитет и да не изпълнявате неговите решения“.
Метежниците и Комитетът по извънредното положение изправят армията срещу гражданите. Двудневната съпротива на московското население и спонтанните масови демонстрации в други големи съветски градове, както и въздържането на армията обаче провалят замисъла на заговорниците и само след два дни те са арестувани.
Превратът е неуспешен. Опитът да се подменят конституционните органи на власт с форма на диктатура ускорява общата криза на съветското общество и държава. Той фактически обезценява постигнатото в проекта за Съюзен договор. В новата обстановка силната личност е Борис Елцин, който поставя началото на т.нар. „Елцинска революция на демократите“. На 23 август 1991 г. Елцин издава указ за забрана на КПСС и на нейните структури, потвърден и от освободения на 28 август М. Горбачов.

## ОНД
Превратът осуетява и подготовката на създаване на Съюз на Суверенните Държави вместо СССР. Вместо това на 8 декември 1991 г. Елцин организира среща на държавните ръководители на трите републики-учредителки на СССР – Русия, Украйна и Беларус в Беловежката гора (около Брест), които подписват споразумение за създаване на Общност на независимите държави (ОНД). В споразумението те постановяват: „СССР като субект на международното право и геополитическа реалност прекратява своето съществуване“. Тази клауза бележи края на СССР, която ще остане в историята като държавата, направила опит за преход към нов, по-справедлив обществен строй. Опит, оказал се в крайна сметка неуспешен, но който струва животите на милиони хора и мечтите на поколения.
На 21 декември същата година Азербайджанската република, Република Армения, Република Беларус, Казахстан, Република Киргизстан, Република Молдова, Руската федерация, Република Таджикистан, Туркменистан, Република Узбекистан и Украйна подписват в Алма Ата Протокол за участие в Общността на независимите държави